# Глущенко Максим Михайлович
Макси́м Миха́йлович Гл́ущенко — керівник Центру антикризових ініціатив, експерт у сфері розвитку воєнно-промислового комплексу України, фахівець з міжнародної економіки і залучення інвестицій. Має дві вищих освіти, ступінь МВА. Кандидат економічних наук. Працював на керівних посадах на державній службі, в банківській сфері, комерційних структурах та оборонно-промисловому комплексі.

## Біографія

### Освіта
- Закінчив Київський національний економічний університет ім. Вадима Гетьмана за спеціальністю «Міжнародна економіка», «Інвестиційний менеджмент».

- Навчався у Великій Британії та США в Carnegie Mellon University "Tepper School of Business".

- Проходив стажування за Канадською програмою «Торгова політика та комерційна дипломатія».

- Має ступінь МВА (магістр бізнес-адміністрування).

- Кандидат економічних наук

Вільно володіє англійською мовою.

### Кар'єра

#### Фінансовий сектор
- 2005–2007 — працював керівником групи з управління проектами в банку «Надра». Координував спільний проект зі Світовим банком з розвитку експортного сектора України і програми Агентства Міжнародного Розвитку США (USAID) з реформування системи комунальних підприємств в Україні та кредитування невеликих сільгоспвиробників[1].

Серед реалізованих завдань Максима Глущенка також було залучення капіталу на міжнародних фінансових ринках: підготовка євробондів, підготовка синдикованих позик, організація процесу сек'юритизації іпотечного портфеля банку, пост-імпортне фінансування угод клієнтів.
- 2007—2008 — працював в комерційних організаціях. Генеральний директор ТОВ «УКГ». Голова правління в ЗАО «Банко». Була створена група компаній, яка надавала послуги у фінансовому секторі. Налагоджена співпраця з ACA international, FCIB, IACC.

#### Державний сектор
- 2008—2011 — начальник Державної інспекції з контролю за цінами в м. Києві[3]. В результаті організації нового підходу до виконання функцій Держцінінспекції надходження грошових коштів до бюджету збільшилися в 10-ть разів, а інспекція посіла перше місце в рейтингу ефективності роботи територіальних інспекцій.

#### Оборонний сектор

##### Конотопський авіаційний ремонтний завод «Авіакон»
- 2011—2012 рр. — заступник директора, директор ДП "Конотопський авіаремонтний завод «Авіакон»[4] (входить до складу ДК «Укроборонпром»)

Після призначення на посаду Глущенко розширив ринки збуту продукції та зміцнив фінансовий стан підприємства. За його ініціативи було укладено ряд перспективних експортних контрактів. Зокрема, була налагоджена кооперація з  французькою компанією Sagem D.S. та реанімовано державну програму «Helicopter», яка передбачала оснащення та модернізацію вертольотів Мі-24 сучасним французьким обладнанням.
ДП «АВІАКОН» за час роботи Глущенка: у 2012 виручка від реалізації продукції на внутрішньому ринку зросла на 38 %, знижено на 43 % собівартість реалізованої продукції і на 50 % — дебіторську заборгованість. Рентабельність виробництва зросла більше, ніж на третину. Також за півроку роботи в два рази збільшено число укладених контрактів на зовнішньому ринку на ремонт авіаційної техніки та на 40 % фінансові активи підприємства.

##### Державний концерн «Укроборонпром»
- З липня 2012 р. по травень 2014 р. — заступник генерального директора Державного концерну «Укроборонпром» з питань зовнішньоекономічної діяльності[6] (на посаду був призначений за переведенням з ДП «Конотопський авіаремонтний завод «Авіакон»»).

Максим Глущенко сприяв налагодженню та розширенню співпраці із такими країнами як Індія, Китай, Танзанія, Шрі-Ланка, Мексика, Алжир, Бангладеш, ДРК Конго, ПАР та інші.
У 2012 році було укладено найбільший за історію концерну контракт з Алжиром на ремонт та модернізацію 24 вертольотів МІ-24 на загальну суму 150 млн доларів США.
У 2013 році втричі, із 120 мільйонів доларів США до 400 мільйонів доларів США, було збільшено об'єми експорту військової продукції в Індію. Це пов‘язано з успішним виконанням контракту на експорт ракет Р-27 виробництва ГАХК «Артем». Також успішно розвивалося співробітництво у сфері експорту газотурбінних двигунів для кораблів.  

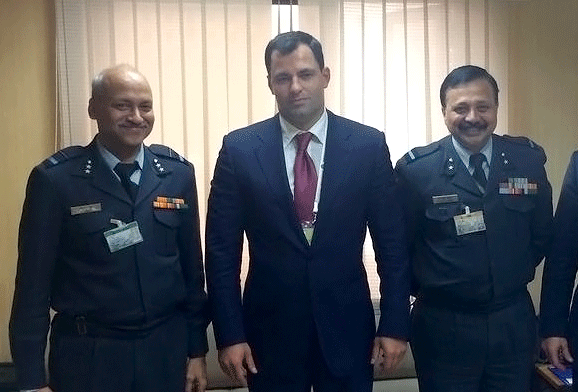
Максим Глущенко в штабі ВПС Індії на підписані контракту на ремонт літаків АН-32

За його участю було підписано контракт з державною індійською корпорацією «Larsen&Toubro ltd» на спільну розробку та постачання 138 од. ЗРК, а також підписано контракт на виконання ремонту та переобладнання літаків АН-32 для індійських ВПС. 
На початку 2014-го Україна виграла тендер на оснащення армії Індії.
У 2014 році завдяки злагодженій роботі було реанімовано контракт з Китаєм на постачання кораблів на повітряній подушці “Бізон” на загальну суму 350 млн доларів США та відправлено другий корабель.
За ініціативи Глущенка було запроваджено новий підхід до координації вітчизняних підприємств-спецекспортерів на зовнішніх ринках. Це значно підвищило активізацію та результативність маркетингової діяльності, що підтверджується зростанням зовнішньоторговельних цін та розширенням ринків збуту.
Глущенко за час своєї роботи приділяв увагу не лише міжнародним зв'язкам концерну. За його переконанням, без розвитку внутрішнього ринку неможливо повноцінно розвивати зовнішній. Відтак у державному концерні вдалося істотно розширити номенклатуру виробництва зброї і військової техніки — з 12 зразків у 2012 році до 18 зразків у 2013 році. При цьому в чотири рази збільшилася кількість нових зразків, впроваджених у серійне виробництво. Йдеться про серійне виробництво танків БМ «Оплот» і танкових двигунів 6 ТД-2Е (ДП «Завод ім. В. О. Малишева»), 152-мм керованих артилерійських снарядів «Квітник» (ДП НВК «Прогрес»), 90-мм і 105-мм керованих ракет "Falarick" і легких протитанкових ракетних комплексів (ПТРК) «Корсар» (ДП "Державне Київське конструкторське бюро «Луч»).
Наведення ладу в держконцерні Укроборонпром було неможливе без викоренення корупційних схем торгівлі зброєю. За припинення тіньових потоків очільників ряду структур оборонно-промислового комплексу Максим Глущенко був звільнений з посади, однак після зміни керівництва Концерну та Міністерства оборони, знову запрошений заступником гендиректора до Укроборонпрому.

#### Експертна та громадська діяльність
Максим Глущенко відомий різкою критикою в ЗМІ корупційних схем в ОПК. Він наводить документальні приклади, такі, як спробу продажу за заниженою вартістю 100 млн од. набоїв [Архівовано 19 квітня 2016 у Wayback Machine.]. Цей і подібні контракти, Максиму Глущенку, на момент роботи в «Укроборонпрому», вдалося зупинити.
Також Глущенко запропонував прозорий механізм продажу військової продукції та викоренення зловживань з реалізацією надлишкового майна [Архівовано 19 квітня 2016 у Wayback Machine.] Міноборони, коли під виглядом застарілої технікі за заниженою в десятки разів вартістю продавалися боєздатні зразки. Була підписана відповідна угода, однак її виконання  у 2013 році заблокувало [Архівовано 22 квітня 2016 у Wayback Machine.] Міністерство оборони та повернулося до схем продажу зброї через посередників.
Влітку 2014-го Максим Глущенко підключився до волонтерського руху, одним з перших почав поставляти військовослужбовцям ВСУ професійні засоби захисту та доукомплектації зброї.

##### Центр антикризових ініціатив
- Наприкінці 2014 року Максим Глущенко створив та очолив Центр антикризових ініціатив. Це громадська організація, мета якої — об'єднуючи зусилля фахівців, запропонувати реальні інструменти, програми та проекти, які дозволять вивести окремі галузі економіки України та державу у цілому з кризи.

Серед основних напрямів роботи Центру антикризових ініціатив експертно-аналітична робота, підтримка та інвестування в інноваційні проекти, благодійність та волонтерство.
Спільно з Міністерством оборони України у вересні 2015 року Центр розпочав на Донбасі протимінну кампанію щодо попередження надзвичайних подій, пов'язаних з вибухонебезпечними предметами. Першим етапом цієї кампанії стала розробка інформаційного буклету, відвідування навчальних закладів у зоні АТО і цикл лекцій на відповідну тематику.
Центр антикризових ініціатив є партнером та інвестором інноваційного проекту Інструментальна платформа складних соціоекономічних систем Форсайт економіки України — комплексу робіт з передбачення розвиту ситуації в державі, який проводять вчені Національного технічного університету України «Київський політехнічний інститут».
Проект має амбітну мету — отримати основу для чіткої та повноцінної стратегії економічного розвитку України, яка буде містити реальні заходи, засновані на точних даних і розрахунках. Найближча перспектива — до 2020 року, другий етап — часовий горизонт до 2030-го, з щорічним коригуванням і додатковими галузевими дослідженнями.
В жовтні 2016 року Центр антикризових ініціатив уклав угоди з розробниками вісьмох стартап-проектів, представлених на п'ятому Всеукраїнському фестивалі інноваційних проектів «Sikorsky Challenge 2016».

В березні 2017 року за підтримки Центру розпочала роботу Бізнес-школа Університету Банківської Справи, яка проводить навчання за програмами МВА. Максим Глущенко увійшов до складу ради засновників навчального закладу. Бізнес-школа готує фахівців за двома основними напрямками: Head of Finance сфокусований на фінансовому інжинірингу; Head of Investment — на підготовці інвестиційних директорів. Навчання максимально орієнтоване на вивчення фінансової та економічної сторони управління організаціями або власною справою в Україні. Освітні програми передбачають інтенсивний курс з елементами дистанційного навчання, поєднання теоретичних і практичних занять з акцентом на самостійну роботу слухачів під керівництвом успішних топ-менеджерів і викладачів.

##### Асоціація національної авіації та безпілотних систем
Максим Глущенко також очолює Асоціацію національної авіації та безпілотних систем, створену в партнерстві з Центром антикризових ініціатив науковцями та волонтерами. Мета організації, яка співпрацює з Національним авіаційним університетом та КПІ — підтримка вітчизняних розробок безпілотних літальних апаратів, об'єднання зусиль українських розробників та виробників БпАК і комплектуючих до них. Члени Асоціації планують зробити українські безпілотні системи пріоритетними для вітчизняних військових та правоохоронних органів і забезпечити їхню конкурентоспроможність на зовнішніх ринках шляхом підтримки перспективних розробок, пошуку інвесторів для проектів, допомоги при оформленні прав інтелектуальної власності, підготовки спеціалістів з обслуговування та пілотування тощо.